# Taubenhaus Dobra (Bad Liebenwerda)

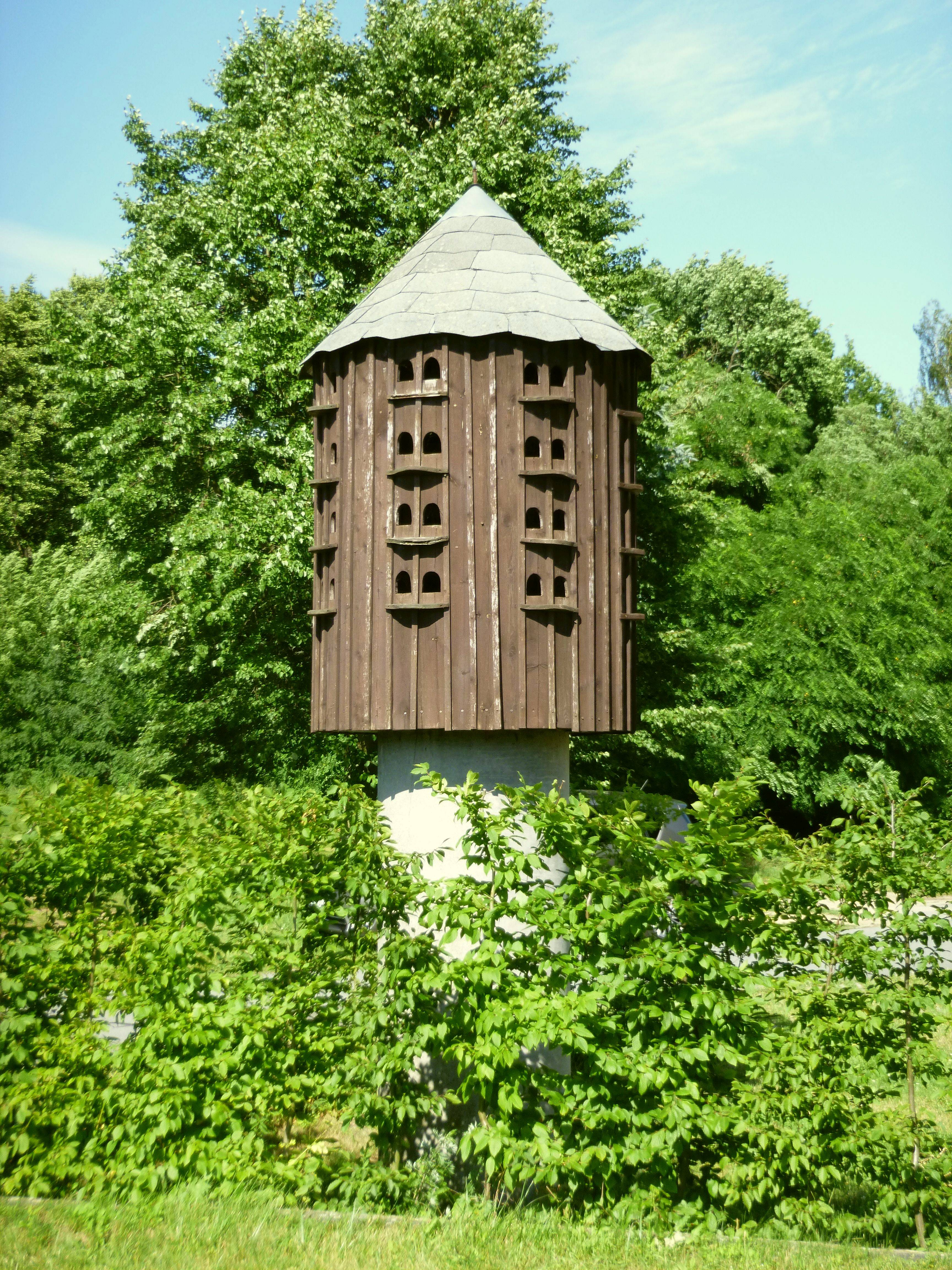
Taubenhaus Dobra

Das Taubenhaus befindet sich unweit der Dorfkirche auf dem Hof der einstigen Obermühle im Ortsteil Dobra der Kurstadt Bad Liebenwerda im südbrandenburgischen Landkreis Elbe-Elster. Das Gebäude befindet sich heute unter Denkmalschutz.

## Beschreibung
Das heutige Denkmal befindet sich auf dem Hof der ehemaligen Dobraer Obermühle, einer von zwei im Dorf einstmals befindlichen Wassermühlen, die 1505 urkundlich erwähnten wurden. Die Obermühle selbst wurde namentlich als solche wohl im Jahre 1781 erstmals erwähnt. Zehn Jahre später wird diese Mühle, wie auch die etwas unterhalb gelegene Dobraer Untermühle, als zweigängig bezeichnet. Sie war zuletzt bis kurz vor dem Zweiten Weltkrieg noch als Sägemühle in Betrieb.
Das mit einem massiven Unterbau versehene Taubenhaus der Mühle stammt aus dem 18. Jahrhundert. Es ist eines der wenigen in der Region erhaltenen Taubenhäuser, welche in der Vergangenheit im ländlichen Raum zahlreich vorhanden und auf den Bauernhöfen meist zentral gelegen waren. Um wenigstens einen kleinen Teil dieser bäuerlichen Nutzbauten, deren unterer Teil unter anderem mitunter als Hundehütte oder Toilette genutzt werden konnte, der Nachwelt zu erhalten, wurde das kleine Bauwerk schließlich unter Denkmalschutz gestellt. Anfang der 1980er Jahre noch, wie zu jener Zeit vom Dobraer Einwohner und damaligen Direktor des Bad Liebenwerdaer Kreismuseums Georg Kuhlins kritisiert, im erbarmungswürdigen Zustand, präsentiert sich das Denkmal in der Gegenwart als inzwischen sanierte Sehenswürdigkeit des Dorfes.